# Fredag den 13. (film fra 2009)
 For alternative betydninger, se Fredag den 13. (flertydig). (Se også artikler, som begynder med Fredag den 13.)
Fredag den 13. er en gyserfilm fra 2009, der er instrueret af Marcus Nispel. Det er en genindspilning af de gamle Fredag den 13.-film fra 1980, og Derek Mears spiller Jason.

## Medvirkende
- Jared Padalecki som Clay
- Danielle Panabaker som Jenna
- Amanda Righetti som Whitney
- Travis Van Winkle som Trent
- Derek Mears som Jason Voorhees
- Aaron Yoo som Chewie
- Arlen Escarpeta som Lawrence
- Julianna Guill som Bree
- Willa Ford som Chelsea
- Ryan Hansen som Nolan

## Eksterne Henvisninger
- Fredag den 13. på Internet Movie Database (engelsk)
- Fredag den 13. på Filmdatabasen
- Fredag den 13. på Scope
- Fredag den 13. i Svensk Filmdatabas (svensk)
- Fredag den 13. på AlloCiné (fransk)
- Fredag den 13. på MovieMeter (nederlandsk)
- Fredag den 13. på AllMovie (engelsk)
- Fredag den 13. hos American Film Institute (engelsk)
- Fredag den 13. på Turner Classic Movies (engelsk)
- Fredag den 13. på The Movie Database (engelsk)

| Gyserfilm | Spire Denne gyserfilm-artikel er en spire som bør udbygges. Du er velkommen til at hjælpe Wikipedia ved at udvide den. |